# Экада 66
'Экада 66' — сорт яровой пшеницы.

## Происхождение
Сорт яровой пшеницы Экада 66 выведен в 2006 году селекционерами Н. З. Василовой, В. В. Сюковым (Самарский НИИ сельского хозяйства), В. Г. Захаровым (Ульяновский НИИ сельского хозяйства), В. Г. Кривобочек (Пензенский НИИ сельского хозяйства), В. И. Никоновым (БНИИСХ) методом индивидуального отбора из гибридной популяции сортов 'Волжанка', 'Hja21677', 'Тулайковская Юбилейная'.
Сорт создан по программе «Экада» при участии селекционеров ГНУ ТатНИИСХ, ГНУ Ульяновский НИИСХ, ГНУ БашНИИСХ, ГНУ Пензенский НИИСХ, ГНУ Самарский НИИСХ им. Н. М. Тулайкова.
Сорт включен в Госреестр по Средневолжскому региону.

## Характеристика сорта
Сорт относится к волжской лесостепной агроэкологической группе. Требователен к минеральному питанию, рекомендуются некорневые подкормки.
Стебель высотой около 80—115 см. Колос белый, неопушённый, цилиндрич., длина — 10—12 см. Зерно яйцевидное.
Масса 1000 семян 34—44 г. Содержание белка 13—15 %, клейковины 26—41 %. Сорт имеет крупное и выровненное зерно, устойчив к полеганию, высокоустойчив к твердой головне.
Вегетационный период — 80—95 дней.